# Chłop polski w Europie i Ameryce

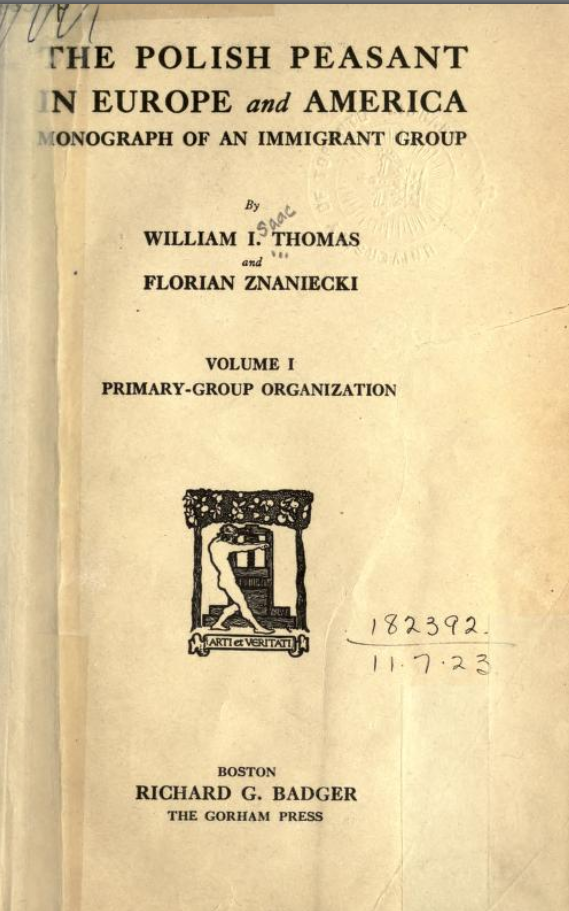
Strona tytułowa wydania z 1918 r.

Chłop polski w Europie i Ameryce (ang. The Polish Peasant in Europe and America) – socjologiczna analiza wiejskich emigrantów polskich w Ameryce autorstwa Floriana Znanieckiego i Williama Thomasa. Wydana w języku angielskim w 1920-22 r., a w języku polskim w 1976 r. Uznawana za jeden z klasyków socjologii empirycznej.

## Źródła
1. ↑  Piotr Sztompka (2002). Socjologia: Analiza społeczeństwa. Znak. s. 52–53. ISBN 978-83-240-0218-4.